# 余贻鑫
余贻鑫（1936年11月6日—），北京密云人，电力系统分析、规划与仿真专家，中国工程院院士，天津大学教授。

## 履历
1958年，在天津大学本科毕业。1963年，从天津大学获得硕士学位，留校任教。2005年，当选中国工程院院士。